# Médiathèque de Perpignan
La Médiathèque de Perpignan est la principale bibliothèque municipale de la ville de Perpignan, dans le département des Pyrénées-Orientales.
Elle est située rue Émile Zola, dans le quartier Saint-Jacques, mais à la limite avec celui du Réal.
En 2017, Elle fait partie d'un réseau de bibliothèques, avec quatre lieux.